# Bray Wyatt
Windham Lawrence Rotunda, känd under artistnamnen Husky Harris och senare Bray Wyatt, född 23 maj 1987 i Brooksville, Florida, död 24 augusti 2023 i Clermont, Florida, var en amerikansk fribrottare som wrestlade i WWE. Bray Wyatt var bland annat en av medlemmarna i gruppen Nexus. Han mötte också John Cena på Wrestlemania två gånger.
Bray Wyatt dog av en hjärtinfarkt och komplikationer av covid-19.

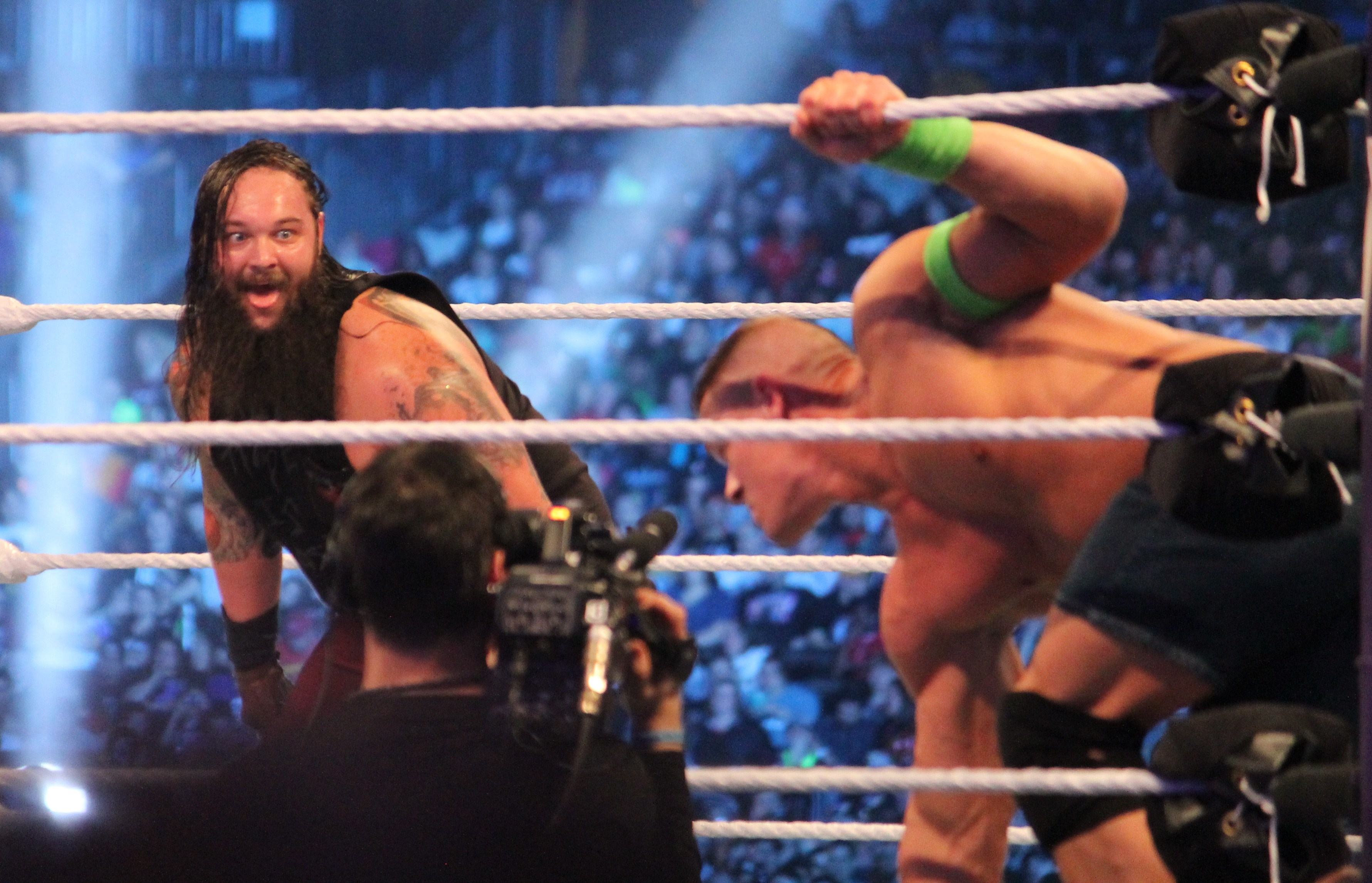
Bray Wyatt i en match mot John Cena.